# 布羅尼齊亞 (卡明-卡希爾西基區)
51°39′12″N 25°9′44″E / 51.65333°N 25.16222°E
布羅尼齊亞（烏克蘭語：Брониця），是烏克蘭西北部的村莊，隸屬沃倫州的卡明-卡希爾斯基區。該村面積3.69平方公里，海拔高度151米，2001年人口1,310，人口密度每平方公里486.45人。